# Душечка (фильм)
«Душечка» — советский художественный фильм Сергея Николаевича Колосова по одноимённому рассказу Антона Павловича Чехова. Съёмки проходили в Суздале.

## Сюжет
«Душечка» Ольга Семёновна Племянникова всю себя посвящает семье и мужу. Сначала она становится женой антрепренёра Ивана Петровича и всё её внимание обращено на театр и труппу. Но счастье было недолгим, похоронив супруга, Ольга Семёновна выходит замуж за заведующего складом Василия Андреевича. Вскоре она уже рассуждает только о порядке на складе и лесном хозяйстве, повторяя любимые фразы мужа. Однако и второй её супруг скоро скончался. Спустя некоторое время Ольга Семёновна сближается с Владимиром Платоновичем Смирниным, ветеринаром. Теперь её любимая тема — ветеринарное дело.
Всех мужей Ольга Семёновна любит одинаково глубоко и преданно. Своих детей Ольге Семёновне иметь было не суждено; последний супруг оставил ей ребёнка от первого брака, которого она воспитывает как родного сына.

## В ролях
| Актёр                | Роль                                                              |
| -------------------- | ----------------------------------------------------------------- |
| Людмила Касаткина    | Ольга Семёновна Племянникова, дочь коллежского асессора           |
| Ролан Быков          | Иван Петрович Кукин, первый муж, антрепренёр                      |
| Пётр Константинов    | Василий Васильевич, актёр                                         |
| Роман Ткачук         | Василий Андреевич Пустовалов, второй муж, управляющий лесоскладом |
| Валентин Никулин     | Владимир Платонович Смирнин, гражданский муж, ветеринар           |
| Валентина Березуцкая | Мавра, домработница                                               |
| Сергей Полушкин      | Сашенька (Александр Владимирович Смирнин)                         |
| Нина Агапова         | Дадонская, актриса                                                |
| Вячеслав Гостинский  | ветеринар                                                         |
| Любовь Калюжная      | сваха                                                             |
| Герман Качин         | военный                                                           |
| Виктор Колпаков      | Евлампий Силыч, режиссёр                                          |
| Борис Кордунов       | редактор                                                          |
| Галина Кравченко     | Анна Сергеевна                                                    |
| Вера Попова          | старушка у церкви                                                 |
| Надежда Чередниченко | актриса                                                           |
| Николай Кутузов      | суфлёр                                                            |
| Сергей Никоненко     | дирижёр                                                           |
| Виктор Уральский     | официант                                                          |
| Инна Фёдорова        | эпизод                                                            |
| Софья Гаррель        | мать Саши                                                         |

## Съёмочная группа
- Автор сценария: Сергей Колосов
- Режиссёр: Сергей Колосов
- Оператор: Владимир Яковлев
- Художник: Михаил Карташов, Леонид Платов
- Композитор: Юрий Левитин

В фильме звучит музыка Жака Оффенбаха. Романс, который исполняет Ольга Семёновна, написан на слова Я. П. Полонского (стихотворение «Прощай»).

## Особенности экранизации
- Сцена выхода из церкви после венчаний сняты в Никольском храме г. Пушкино.

Фильм, в основном, снимался на улицах Суздаля. Начинается он с панорамы Суздальского кремля. Сцены в театре снимались в Малаховском Летнем театре.

## Технические данные
- Производство: Мосфильм, Творческое объединение «Телефильм», Из собрания фильмов «Госфильмофонда» СССР.
- Художественный фильм, чёрно-белый.
- Издание на DVD:
  - Количество: 1 диск
  - Дистрибьютор: Крупный План
  - Серия: Отечественное кино XX века
  - Год выпуска: 2005
  - Звук: Dolby Digital 2.0
  - Формат изображения: Standard 4:3 (1,33:1)
  - Формат диска: DVD-5 (1 слой)
  - Региональный код: 0 (All)
  - Язык: Русский